# Indice de fixation

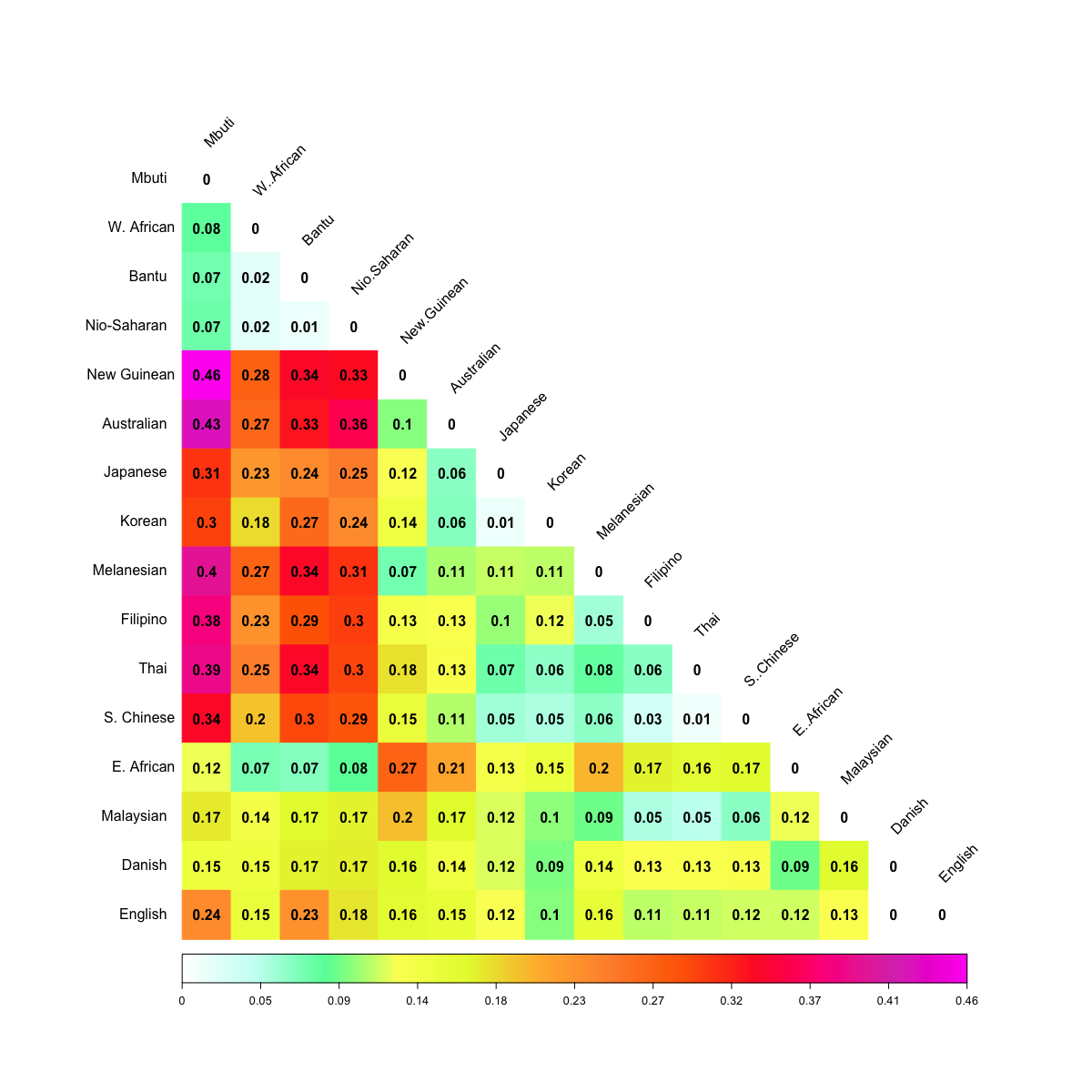
Distances génétiques (FST) entre les populations humaines (Cavalli-Sforza 1994)

Pour les articles homonymes, voir FST.
L'indice de fixation (FST), aussi appelé indice de différenciation, est un indice permettant de mesurer la différenciation des populations à partir du polymorphisme génétique. En général il est calculé à partir de SNP ou de microsatellites.  Ses valeurs vont de 0 à 1 : une valeur comprise entre 0 et 0,05 indique une faible différenciation ; une valeur comprise entre 0,05 et 0,15, une différenciation modérée ; une valeur comprise entre 0,15 et 0,25, une grande différenciation et une valeur supérieure à 0,25, une très grande différenciation.

## Estimation
Selon Hudson et al. (1992), on peut utiliser l’estimateur suivant pour calculer la {\displaystyle F_{ST}} :
{\displaystyle F_{ST}={\frac {\Pi _{ext}-\Pi _{int}}{\Pi _{ext}}}}

où {\displaystyle \Pi _{ext}} et {\displaystyle \Pi _{int}} représentent le nombre moyen de différences par paire entre deux individus échantillonnés à partir de sous-populations différentes ({\displaystyle \Pi _{ext}}) ou à partir de la même sous-population  ({\displaystyle \Pi _{int}}). La différence moyenne par paire au sein d'une population peut être calculée comme la somme des différences par paire divisée par le nombre de paires. Cependant, cet estimateur est biaisé lorsque les tailles d'échantillon sont petites ou si elles varient entre les populations et des méthodes plus élaborées sont utilisées pour calculer FST dans la pratique.

## Distances génétiques entre les populations humaines

### Calculées à partir de marqueurs génétiques classiques
Dans leur étude The History and Geography of Human Genes (1994),  Cavalli-Sforza, Menozzi et Piazza ont calculé les Fst entre 42 populations à l'aide de 120 marqueurs génétiques classiques. La table ci-dessous montrent les résultats (x10 000) pour quelques populations   :
| Fst (Cavalli 1994)  | Africain de l'Ouest | Berbère | Indien | Iranien | Proche Orientaux | Japonais | Basque | Lappon | Sarde | Danois | Anglais | Grecque | Italien |
| Africain de l'Ouest | 0                   | 1642    | 1748   | 1796    | 1454             | 2252     | 1299   | 1689   | 2062  | 1459   | 1487    | 1356    | 1794    |
| Berbère             | 1642                | 0       | 497    | 408     | 263              | 1707     | 392    | 736    | 619   | 313    | 273     | 429     | 315     |
| Indien              | 1748                | 497     | 0      | 154     | 229              | 718      | 418    | 459    | 449   | 293    | 280     | 272     | 261     |
| Iranien             | 1796                | 408     | 154    | 0       | 158              | 1059     | 285    | 423    | 314   | 179    | 197     | 70      | 133     |
| Proche-oriental     | 1454                | 263     | 229    | 158     | 0                | 1056     | 246    | 423    | 329   | 238    | 236     | 129     | 208     |
| Japonais            | 2252                | 1707    | 718    | 1059    | 1056             | 0        | 1481   | 947    | 1558  | 1176   | 1244    | 1175    | 1145    |
| Basque              | 1299                | 392     | 418    | 285     | 246              | 1481     | 0      | 629    | 348   | 184    | 119     | 231     | 141     |
| Lappon              | 1689                | 736     | 459    | 423     | 423              | 947      | 629    | 0      | 667   | 334    | 404     | 308     | 339     |
| Sarde               | 2062                | 619     | 449    | 314     | 329              | 1558     | 348    | 667    | 0     | 348    | 340     | 190     | 221     |
| Danois              | 1459                | 313     | 293    | 179     | 238              | 1176     | 184    | 334    | 348   | 0      | 21      | 191     | 72      |
| Anglais             | 1487                | 273     | 280    | 197     | 236              | 1244     | 119    | 404    | 340   | 21     | 0       | 204     | 51      |
| Grecque             | 1356                | 429     | 272    | 70      | 129              | 1175     | 231    | 308    | 190   | 191    | 204     | 0       | 77      |
| Italien             | 1794                | 315     | 261    | 133     | 208              | 1145     | 141    | 339    | 221   | 72     | 51      | 77      | 0       |

Des valeurs plus élevées sont trouvées si des groupes homogènes très divergents sont comparés : la valeur Fst la plus élevée trouvée était de 46%, entre les Mbuti et les Papous.
Une distance génétique de 0,125 implique que la parenté entre des individus non apparentés de la même ascendance par rapport à la population mondiale est équivalente à la parenté entre des demi-frères et sœurs dans une population se reproduisant au hasard. Cela implique également que si un humain d'une population ancestrale donnée a un demi-frère ou une demi-sœur métis, cet humain est génétiquement plus proche d'un individu non apparenté de leur population ancestrale que de leur demi-frère ou demi-sœur métis.

### Calculées à partir deSNPs
|                                 | Europe (Nord-Américains) | Afrique sub-saharienne (Yoruba) | Asie de l'est (Chinois) |
| ------------------------------- | ------------------------ | ------------------------------- | ----------------------- |
| Europe (Nord-Américains)        |                          | 0.1530                          | 0.1100                  |
| Afrique sub-saharienne (Yoruba) | 0.1530                   |                                 | 0.1900                  |
| Asie de l'est (Chinois)         | 0.1100                   | 0.1900                          |                         |

|              | Italiens      | Palestiniens | Suédois       | Finlandais    | Espagnols     | Allemands     | Russes        | Français      | Grecs  |
| ------------ | ------------- | ------------ | ------------- | ------------- | ------------- | ------------- | ------------- | ------------- | ------ |
| Italiens     |               | 0.0064       | 0.0064-0.0090 | 0.0130-0.0230 | 0.0010-0.0050 | 0.0029-0.0080 | 0.0088-0.0120 | 0.0030-0.0050 | 0.0000 |
| Palestiniens | 0.0064        |              | 0.0191        |               | 0.0101        | 0.0136        | 0.0202        |               | 0.0057 |
| Suédois      | 0.0064-0.0090 | 0.0191       |               | 0.0050-0.0110 | 0.0040-0055   | 0.0007-0.0010 | 0.0030-0.0036 | 0.0020        | 0.0084 |
| Finlandais   | 0.0130-0.0230 |              | 0.0050-0.0110 |               | 0.0110-0.0170 | 0.0060-0.0130 | 0.0060-0.0120 | 0.0080-0.0150 |        |
| Espagnols    | 0.0010-0.0050 | 0.0101       | 0.0040-0055   | 0.0110-0.0170 |               | 0.0015-0.0030 | 0.0070-0.0079 | 0.0010        | 0.0035 |
| Allemands    | 0.0029-0.0080 | 0.0136       | 0.0007-0.0010 | 0.0060-0.0130 | 0.0015-0.0030 |               | 0.0030-0.0037 | 0.0010        | 0.0039 |
| Russes       | 0.0088-0.0120 | 0.0202       | 0.0030-0.0036 | 0.0060-0.0120 | 0.0070-0.0079 | 0.0030-0.0037 |               | 0.0050        | 0.0108 |
| Français     | 0.0030-0.0050 |              | 0.0020        | 0.0080-0.0150 | 0.0010        | 0.0010        | 0.0050        |               |        |
| Grecs        | 0.0000        | 0.0057       | 0.0084        |               | 0.0035        | 0.0039        | 0.0108        |               |        |

### Calculées à partir de l'exome entier (WES)
Distances génétiques (FST) entre plusieurs populations européennes, moyen-orientales, nord-africaines, africaines subsahariennes et asiatiques de l'est calculées à partir de l'exome entier (Whole Exome Sequencing ou WES (en)) en 2016 : 

## Programmes permettant de calculer les FST
- Arlequin
- Fstat
- SMOGD[7]
- diveRsity
- Microsatellite Analyzer (MSA)
- VCFtools